# NGC 7165
NGC 7165 é uma galáxia espiral (Sab) localizada na direcção da constelação de Aquarius. Possui uma declinação de -16° 30' 46" e uma ascensão recta de 21 horas, 59 minutos e 26,1 segundos.
A galáxia NGC 7165 foi descoberta em 6 de Setembro de 1793 por William Herschel.